# Дюнн
Дюнн (нем. Dhünn) — река в Германии, протекает по земле Северный Рейн-Вестфалия. Площадь бассейна реки составляет 197,72 км². Длина реки — 40,2 км. Расход воды в Манфорте составляет 785 л/с

## География
Река берет исток в низкогорном регионе Бергишес-Ланд, недалеко от города Випперфюрт, и возле Леверкузена впадает в реку Вуппер — правый приток Рейна. Дюнн является самым длинным притоком Вуппера.
До конца Первой мировой войны на реке работали пороховые мельницы.

### Большое водохранилище Дюнн
Большое водохранилище Дюнн Ассоциации Вуппер была построена в 1975—1985 годах и в основном используется для обеспечения питьевой водой четырёх крупнейших городов региона: Вупперталя, Золингена, Ремшайда и Леверкузена. Соответственно, обработка питьевой воды и транспортировка к сетям водоснабжения являются задачей четырёх участвующих компаний-поставщиков: Коммунального предприятия Вупперталя (WSW), Коммунального предприятия Золингена, Энергии и воды для Ремшайда (EWR), Энергоснабжения Леверкузена (EVL), которые в 1973 году совместно основали «Бергишское объединение питьевой воды» (BTV), и «Ассоциацию водоснабжения Рейн-Вуппер», основанную в 1960 году.
Кроме того, Большое водохранилище Дюнн способствует защите от наводнений и снижению уровня воды в нижнем течении реки.

## Достопримечательности вдоль реки
- Собор в Альтенберге[9].
- Руины средневекового замка Берг.
- Замок Штраувайлер.
- Усадьба Ханиэль.
- Замок Морсброх.
- Стадион Бай-Арена — домашняя арена леверкузенского «Байера».